# Лекок де Буабодран, Поль Эмиль
Поль Эмиль Лекок де Буабодран (фр. Paul-Émile Lecoq de Boisbaudran) (18 апреля 1838, Коньяк — 28 мая 1912, Париж) — французский химик, первооткрыватель предсказанного Менделеевым галлия, член-корреспондент Французской академии наук.

## Биография
Лекок де Буабодран принадлежал к древнему дворянскому протестантскому роду (Лекоки, владетели Буабодрана) с очень значительным состоянием, которое, однако, исчезло после отмены Нантского эдикта. Собственность семьи Лекоков была конфискована и продана. Отец будущего учёного Поль начал винный бизнес в местечке Коньяк. Это начинание потребовало усилий всей семьи, включая маленького Поля-Эмиля. Его мама была образованной женщиной, она обучала его истории и иностранным языкам, поэтому он бегло говорил по-английски. Он также по имеющимся конспектам изучил несколько курсов в Политехнической школе в Париже и устроил дома скромную лабораторию, где начал повторять эксперименты, о которых он читал в книгах. В этой лаборатории он сделал многие свои ранние открытия, включая выделение галлия.

## Научная деятельность
Ранние работы Лекока де Буабодрана были посвящены пересыщенным растворам. Он показал, что пересыщенное состояние нарушается при контакте раствора с кристаллами изоморфной соли, и то, что возможно приготовить пересыщенный раствор безводной соли (1866—1869). В 1874 году он обнаружил, что октаэдрические формы кристаллов менее подвержены растворению, чем кубические формы алюмоаммонийных квасцов. Но его основные работы, однако, были посвящены спектроскопии и её применению к редкоземельным элементам. Он проанализировал спектры 35 элементов, используя горелку Бунзена, электрический разряд или и то и другое вместе, чтобы индуцировать свечение, и таким образом открыл лантаноиды — самарий (1880), диспрозий (1886) и европий (1890). Он также выделил гадолиний (1885) — элемент, который ранее был обнаружен Ж. Ш. Мариньяком (1880).

### Открытие галлия
Однако, самая примечательная работа Лекока де Буабодрана — это открытие галлия. В 1875 году он получил несколько миллиграмм хлорида галлия, выделив его из образца минеральной руды и нашёл, что это вещество дает новые спектроскопические линии. Он продолжал эксперименты, переработав несколько сот килограммов цинковой руды из Пиренеев, и в том же году выделил более 1 грамма чистого металла посредством электролиза раствора его гидроксида в гидроксиде калия. Позже он приготовил 75 граммов галлия, использовав более 4 тонн руды. Лекок де Буабодран вычислил атомную массу галлия — 69.86 — весьма близкой к ныне принятой массе 69.723(1). За эти работы он получил орден Почётного легиона, медаль Дэви (1879) и премию Лаказа (10 000 франков). Он был избран иностранным членом Королевского Общества (1888). Позднее ходили версии, что Лекок назвал элемент gallium в свою честь (имя Лекок, le coq, по-французски означает то же, что и латинское gallus — петух), но сам учёный отрицал это в статье 1877 года и заявил, что название происходит от латинского названия Галлии — Gallia. Существование галлия было предсказано в 1871 году Д. И. Менделеевым, который назвал его эка-алюминием, и открытие Лекока де Буабодрана было подтверждением периодического закона Менделеева. Лекок де Буабодран внёс большой вклад в развитие периодической системы элементов, предположив, вскоре после открытия аргона, что тот является представителем новой, ранее непредусмотренной серии химических элементов, позже получившей известность как группа благородных газов.

## Последние годы
После 1895 года семейные обязанности и проблемы со здоровьем заставили его прервать работу. Он страдал от анкилоза (неподвижность сустава) и умер в 1912 году, в возрасте 74 лет.

## Награды
- В 1876 году награждён орденом Почётного легиона
- В 1879 году награждён медалью Дэви Лондонского королевского общества за открытие галлия[2].
- В 1879 году Французская академия наук присудила премию Лаказа за открытие галлия и подтверждение натуральной классификации химических элементов Менделеева[3].